# 金属离子催化的σ迁移反应
金屬離子催化的σ遷移反應是張力高的有机化合物用諸如Ag+、Rh(I)或Pd(II)基試劑的金屬離子處理時所發生的一系列化學反應。有時可以觀察到[2+2]開環：
這些重排反应通過受張力影響的環氧化加成反應而繼續進行。這類過程與过渡金属的环丙烷活化反应有關。 